# Polynemoidea mexicana
Polynemoidea mexicana är en stekelart som beskrevs av Doutt 1973. Polynemoidea mexicana ingår i släktet Polynemoidea och familjen dvärgsteklar. Inga underarter finns listade i Catalogue of Life.